# Saint-Germain-des-Champs
Saint-Germain-des-Champs és un municipi francès, situat al departament del Yonne i a la regió de Borgonya - Franc Comtat. L'any 2007 tenia 380 habitants.

## Demografia

### Població
El 2007 la població de fet de Saint-Germain-des-Champs era de 380 persones. Hi havia 156 famílies, de les quals 64 eren unipersonals (24 homes vivint sols i 40 dones vivint soles), 40 parelles sense fills, 44 parelles amb fills i 8 famílies monoparentals amb fills.
La població ha evolucionat segons el següent gràfic:
Habitants censats

### Habitatges
El 2007 hi havia 271 habitatges, 172 eren l'habitatge principal de la família, 79 eren segones residències i 20 estaven desocupats. 267 eren cases i 4 eren apartaments. Dels 172 habitatges principals, 145 estaven ocupats pels seus propietaris, 19 estaven llogats i ocupats pels llogaters i 9 estaven cedits a títol gratuït; 1 tenia una cambra, 13 en tenien dues, 34 en tenien tres, 39 en tenien quatre i 86 en tenien cinc o més. 152 habitatges disposaven pel capbaix d'una plaça de pàrquing. A 75 habitatges hi havia un automòbil i a 69 n'hi havia dos o més.

### Piràmide de població
La piràmide de població per edats i sexe el 2009 era:
| Homes | Edats   | Dones |
| ----- | ------- | ----- |
| 0     | 95 o +  | 0     |
| 4     | 90 a 94 | 4     |
| 8     | 85 a 89 | 8     |
| 4     | 80 a 84 | 12    |
| 8     | 75 a 79 | 20    |
| 8     | 70 a 74 | 16    |
| 4     | 65 a 69 | 4     |
| 0     | 60 a 64 | 8     |
| 8     | 55 a 59 | 12    |
| 16    | 50 a 54 | 12    |
| 16    | 45 a 49 | 4     |
| 12    | 40 a 44 | 4     |
| 24    | 35 a 39 | 12    |
| 20    | 30 a 34 | 20    |
| 12    | 25 a 29 | 8     |
| 8     | 20 a 24 | 4     |
| 16    | 15 a 19 | 8     |
| 16    | 10 a 14 | 4     |
| 12    | 5 a 9   | 8     |
| 20    | 0 a 4   | 8     |

## Economia
El 2007 la població en edat de treballar era de 233 persones, 179 eren actives i 54 eren inactives. De les 179 persones actives 172 estaven ocupades (98 homes i 74 dones) i 7 estaven aturades (2 homes i 5 dones). De les 54 persones inactives 19 estaven jubilades, 12 estaven estudiant i 23 estaven classificades com a «altres inactius».

### Ingressos
El 2009 a Saint-Germain-des-Champs hi havia 179 unitats fiscals que integraven 392 persones, la mediana anual d'ingressos fiscals per persona era de 15.700,5 €.

### Activitats econòmiques
Dels 6 establiments que hi havia el 2007, 1 era d'una empresa extractiva, 1 d'una empresa de construcció, 1 d'una empresa de comerç i reparació d'automòbils, 2 d'empreses de serveis i 1 d'una entitat de l'administració pública.
L'únic servei als particulars que hi havia el 2009 era una fusteria.
L'any 2000 a Saint-Germain-des-Champs hi havia 36 explotacions agrícoles que ocupaven un total de 2.369 hectàrees.

## Equipaments sanitaris i escolars
El 2009 hi havia una escola elemental integrada dins d'un grup escolar amb les comunes properes formant una escola dispersa.

## Poblacions més properes
El següent diagrama mostra les poblacions més properes.